# Montville (Maine)
Montville és una població dels Estats Units a l'estat de Maine (EUA). Segons el cens del 2000 tenia 1.002 habitants.

## Demografia
Segons el cens del 2000, Montville tenia 1.002 habitants, 391 habitatges, i 279 famílies. La densitat de població era de 9,1 habitants/km².
Dels 391 habitatges en un 35,8% hi vivien nens de menys de 18 anys, en un 59,1% hi vivien parelles casades, en un 5,9% dones solteres, i en un 28,4% no eren unitats familiars. En el 21% dels habitatges hi vivien persones soles el 6,9% de les quals corresponia a persones de 65 anys o més que vivien soles. El nombre mitjà de persones vivint en cada habitatge era de 2,56 i el nombre mitjà de persones que vivien en cada família era de 3.
Per edats la població es repartia de la següent manera: un 26,4% tenia menys de 18 anys, un 6,7% entre 18 i 24, un 29,7% entre 25 i 44, un 27,3% de 45 a 60 i un 9,8% 65 anys o més.
L'edat mediana era de 37 anys. Per cada 100 dones de 18 o més anys hi havia 100,3 homes.
La renda mediana per habitatge era de 32.434 $ i la renda mediana per família de 37.917 $. Els homes tenien una renda mediana de 25.391 $ mentre que les dones 23.583 $. La renda per capita de la població era de 14.112 $. Entorn del 9,9% de les famílies i el 14,5% de la població estaven per davall del llindar de pobresa.